# Arhelaj
Arhelaj (grč. Ἀρχέλαος, lat. Archelaus), vojni zapovjednik Mitridata VI. Eupatora, kralja Ponta, koji je ga poslao 87. pr. Kr. s velikom vojskom i flotom u Grčku u rat protiv Rimljana. Uspio je zauzeti Pirej, ali ga je Kornelije Sula protjerao u Beotiju a zatim ga potpuno porazio kod Heroneje i Orhomena 86. pr. Kr. Poslije mira sa Sulom 85. pr. Kr., Mitridat ga je osumnjičio za izdaju i on je prešao ka Rimljanima.